# Johann Baptist von Saintignon
Johann Baptist Graf von Saintignon (* 1721 in Boudrezy; † 5. Januar 1763) war K. k. Generalfeldwachtmeister und Ritter des Maria-Theresia-Ordens.

## Leben
Sein Vater Franz von Saintignon († 1745) war General und Inhaber des Kürassier-Regiments Nr. 4.
Saintignon ging in österreichische Dienste und trat dem Kürassierregiment seines Vaters bei. Dort stieg er rasch auf und wurde dort 1746 Major und 1757 Oberst. Er zeichnete sich in der Schlacht bei Kolin aus. Die Kürassiere standen zunächst hinter dem Infanterie-Regiment Nr. 2. Als die Infanterie unter dem preußischen Feuer nachgab, sollte das Regiment zur Hilfe kommen. Saintignon übersprang einen Hohlweg, aber nur 40 seiner Leute konnten ihm folgen. Sie trafen auf zwei geschlagene Eskadronen des Dragoner-Regiments „Portugal“, die sich ihnen anschlossen. Sie stürzten sich auf die Preußen und konnten ein halbes Bataillon gefangen nehmen sowie zwei Kanonen, einen Munitionskarren und zwei Fahnen erbeuten. Eine Fahne soll der Graf dem Fahnenträger persönlich abgenommen haben. Nun griff aber die preußische Kavallerie an und Oberst Saintignon musste von sieben Säbelhieben getroffen von seinen Leuten gerettet und verbunden werden. Er machte sich aber sogleich wieder auf, sein Regiment neu zu ordnen. Er erhielt dafür den Maria-Theresia-Orden.
Am 5. Dezember 1757 kämpfte er bei Leuthen, wo der Graf mit dem Regiment zwei volle Stunden im heftigsten Artilleriefeuer stand. Auch beim Entsatz von Olmütz konnte er sich 1758 auszeichnen. Bei Drillitz konnte er das Dragoner-Regiment Nr. 12 (Württemberg) überfallen und zerstreuen. Am 18. Juni griff er die Posten bei Holitz und Wisternitz an. Bei Wisternitz hatte der preußische General Meyer sein Lager. Es gelang den Österreichern, die preußische Patrouillen lautlos zu überwältigen und das Lager zu überfallen. Es wurden 200 Preußen gefangen, 500 Pferde und ein großer Teil des Lagers erbeutet. Bei Holitz kämpfte der Oberst Stainville; es wurden über 200 Preußen niedergemacht und über hundert Mann gefangen genommen. Im September wurde ihm der Maria-Theresia-Orden zuerkannt und am 4. Dezember 1758 in Prag überreicht. Am 2. November 1758 wurde er zum Generalfeldwachtmeister ernannt. Der Graf kämpfte noch 1759 in der Schlacht bei Torgau geriet aber nun selber in Gefangenschaft.
Er starb überraschend am 5. Januar 1763.